# Rhum Saint-Maurice

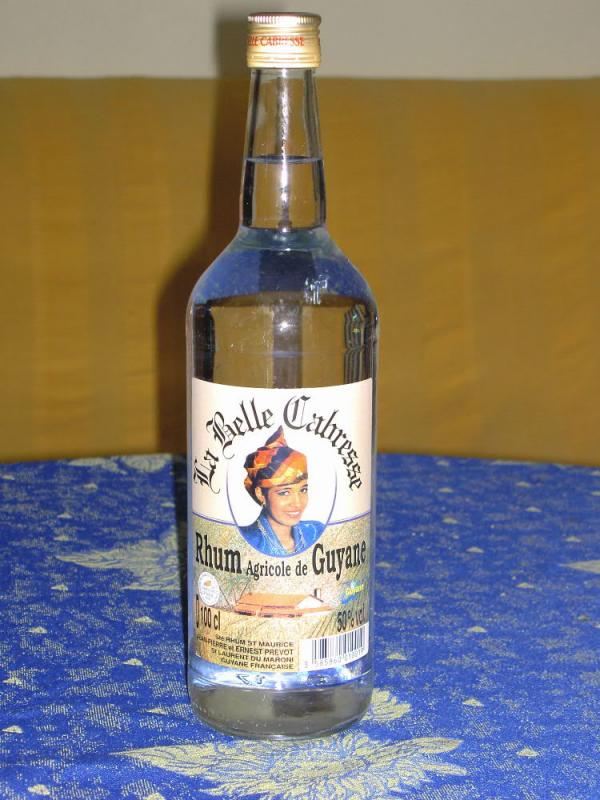
Bouteille de Belle Cabresse 50°

La rhumerie Saint-Maurice, créée en 1917, est une distillerie qui assure l'unique production de rhum en Guyane (rhum de Guyane). La distillerie est située sur la commune de Saint-Laurent-du-Maroni. Ce rhum agricole bénéficie d’une IGP.

## Production
La production est principalement consommée dans ce département d'outre-mer.
On peut distinguer 4 produits :
- La Belle Cabresse, 50° ou 55° Médaille d'or au Concours général agricole 2001, 2010 et 2020 et Médaille d'argent au Concours général agricole 2011
- La Cayennaise, 55° Médaille d'or au Concours général agricole 2011
- Le Cœur de Chauffe, 55°
- Les rhums vieux 3 ans d'âge '40° et le 7 ans d'âge 43°Médaille d'or au Concours général agricole 2008 et 2011.
- Médaille d'argent pour la Belle Cabresse catégorie 50% et plus au Rhum Fair Paris 2014.

Propriété d'Ernest Prévot à partir de 1986, la distillerie est rachetée en 2023 par le Groupe Bernard Hayot,.